# Mario Bazina
Mario Bazina (Široki Brijeg, 8 september 1975) is een Bosnisch-Kroatisch voormalig voetballer.

## Clubcarrière
In 1992 begon Bazina zijn professionele carrière bij Hajduk Split. In 1995 maakte hij de overstap van Hajduk Split naar de grootste club van Kroatië NK Hrvatski Dragovoljac. Hij ondertekende in 1999 een contract met de grootste voetbalclub uit Kroatië Dinamo Zagreb. Na Dinamo Zagreb kwam in 2001 de Oostenrijkse club Grazer AK. Dat jaar werd Bazina verkozen tot Oostenrijks voetballer van het jaar. Na vier goede jaren bij Grazer AK, maakte Bazina de overstap naar Rapid Wien. In 2008 maakte Bazina een transfer naar Austria Wien. In 2009 besloot Bazina zijn carrière als profvoetballer te beëndigen.

## Interlandcarrière
Bazina debuteerde op 21 augustus 2002 voor Kroatië onder trainer Otto Barić in een vriendschappelijke wedstrijd tegen Wales, net als Marijo Marić (FC Kärnten). Bazina speelde voordien onder andere voor het Kroatië U-21 en het Kroatië U-20. Bazina kon ook uitkomen voor het voetbalelftal van Bosnië en Herzegovina, vanwege zijn Bosnische wortels.

### Internationale wedstrijden
| #                                    | Datum      | Wedstrijd       | Uitslag | Soort Wedstrijd   | Goals |
| ------------------------------------ | ---------- | --------------- | ------- | ----------------- | ----- |
| 1.                                   | 21-08-2002 | Kroatië - Wales | 1-1     | Vriendschappelijk | 0     |
| 0Totaal                              | 0Totaal    | 0Totaal         | 0Totaal | 0Totaal           | 0     |
| Laatst bijgewerkt op 07-08-'11 20:01 |            |                 |         |                   |       |

## Erelijst
Grazer AK
- Bundesliga

2004
 Rapid Wien
- Bundesliga

2008

## Trainerscarrière
Na zijn actieve carrière werd hij sportief directeur bij NK Široki Brijeg. In juli 2010 veranderde hij van functie en werd assistent-trainer van de club.